# Bernard Bosanquet

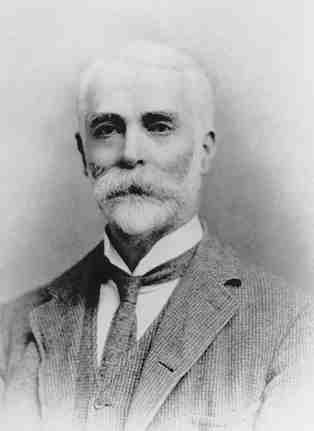
Bernard Bosanquet

Bernard Bosanquet (* 14. Juni 1848 in Rock Hall bei Alnwick; † 8. Februar 1923 in London) war ein britischer Philosoph.
Bosanquet lehrte an der Universität in Oxford; 1903–1908 war er Professor der Moralphilosophie in Saint Andrews. Neben Thomas Hill Green und F.H. Bradley gehörte Bosanquet zu den wichtigsten Vertretern des Neuhegelianismus und des Britischen Idealismus in England.
Bosanquet war Sohn eines Pastors hugenottischer Abstammung. Er studierte 1866–1870 am Balliol College in Oxford. Von 1871 bis 1881 lehrte er dort griechische Geschichte und Philosophie. Zusammen mit John Henry Muirhead gründete er 1881 in London die London Ethical Society. Bosanquet war außerdem im sozialen Bereich aktiv und arbeitete mit der Charity Organisation Society zusammen. 1903 wurde er zum Mitglied (Fellow) der British Academy gewählt.
Sein Bruder Robert Holford Macdowall Bosanquet war Astronom, sein Bruder Day Bosanquet Admiral.

## Werke
- Knowledge and reality. A criticism of Mr. F.H. Bradley’s »Principles of logic« (1885)
- Logic or the morphology of knowledge, 2 Bände (1888)
- A history of aesthetic (1892)

Rezension von James Sully. Mind (N. S.) 2(1893) 110–117
- The philosophical theory of the state (1899)
- The principle of individuality and value. The Gifford Lectures for 1911, delivered in Edinburgh University (1912)
- The value and destiny of the individual. The Gifford Lectures for 1912 (1913).